# Allmänna barnbördshuset

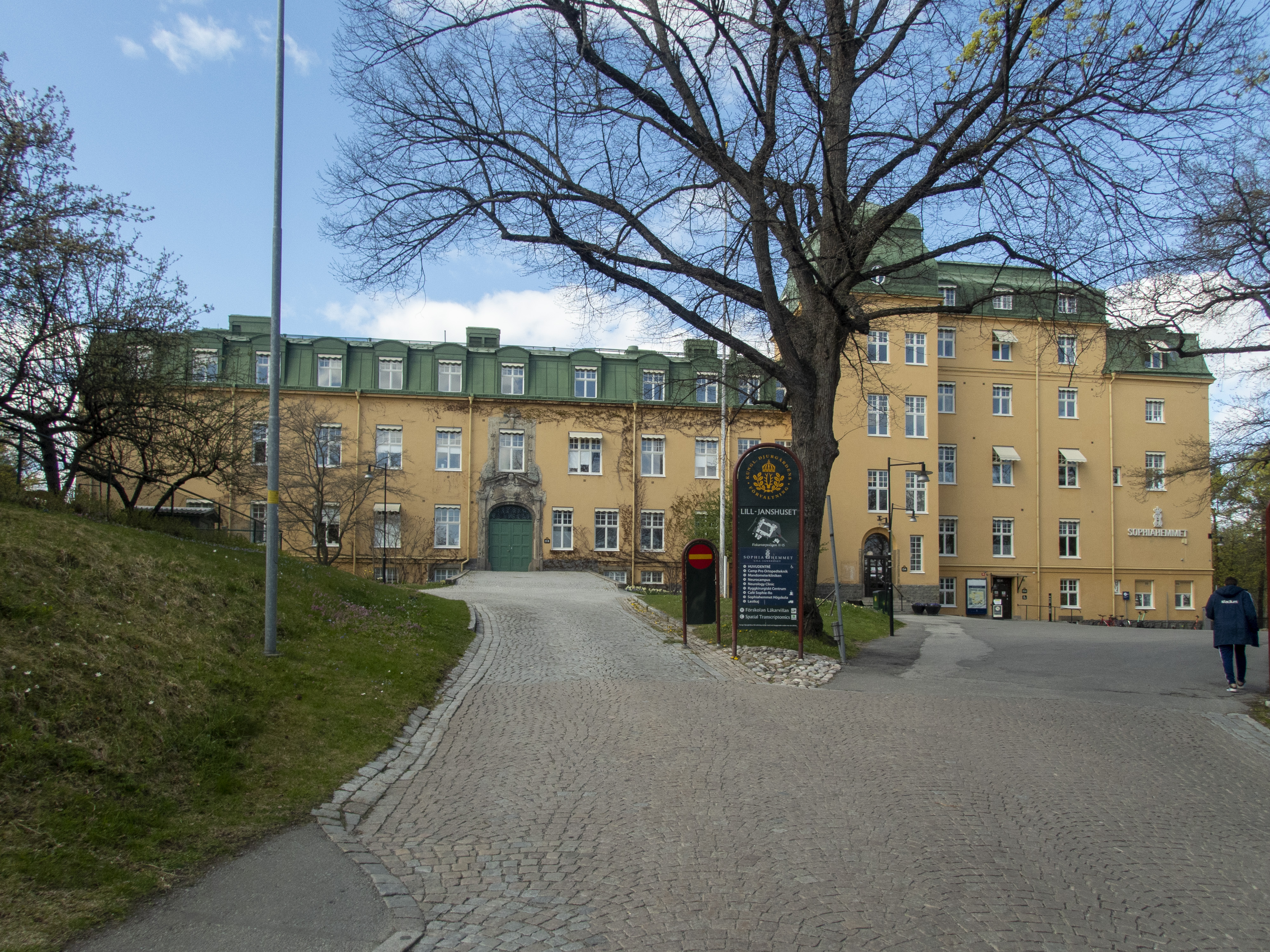
Lill-Janshuset, ursprungligen Allmänna barnbördshuset

Allmänna barnbördshuset, före detta Allmänna BB (även kallat Lill-Janshuset), ligger vid Södra Fiskartorpsvägen 15 på Östermalm (Engelbrekts församling) i Stockholm. Institutionen kallades i början också Det publicka Accouchementhuset.

## Historik

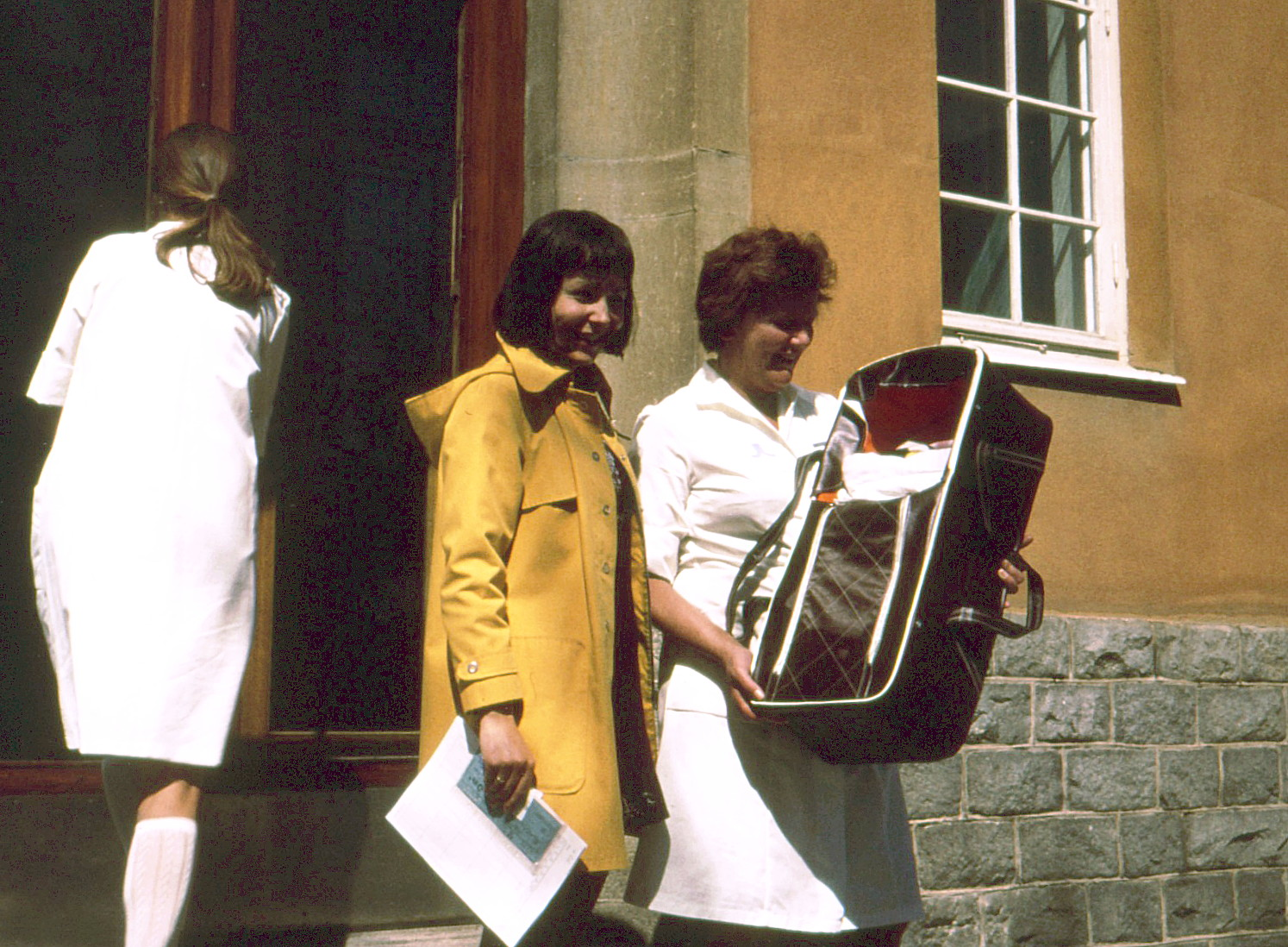
En nybliven mamma framför huvudentrén till Allmänna barnbördshuset, maj 1974.

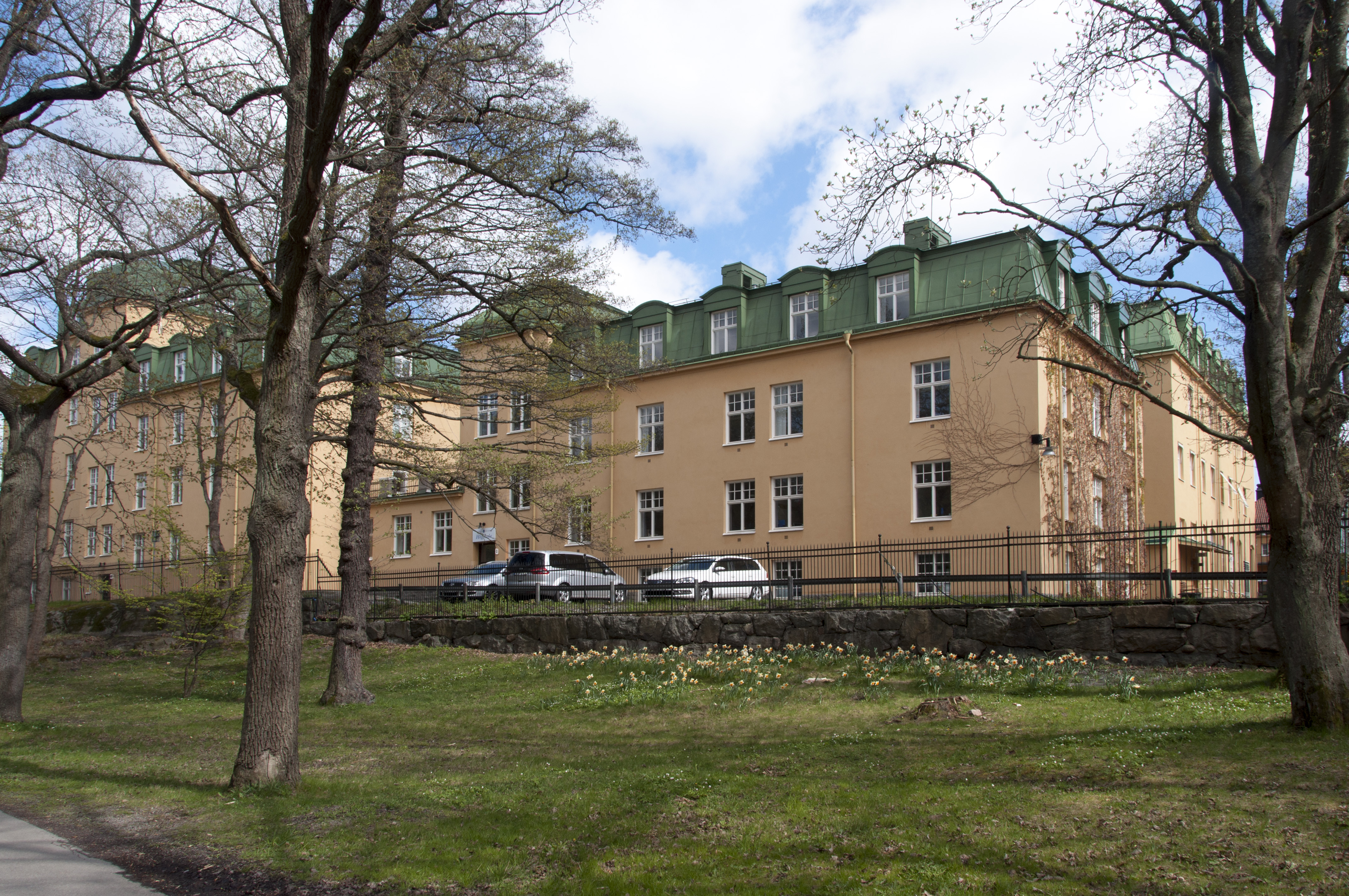
Byggnaden sedd från Lill-Jansskogen.

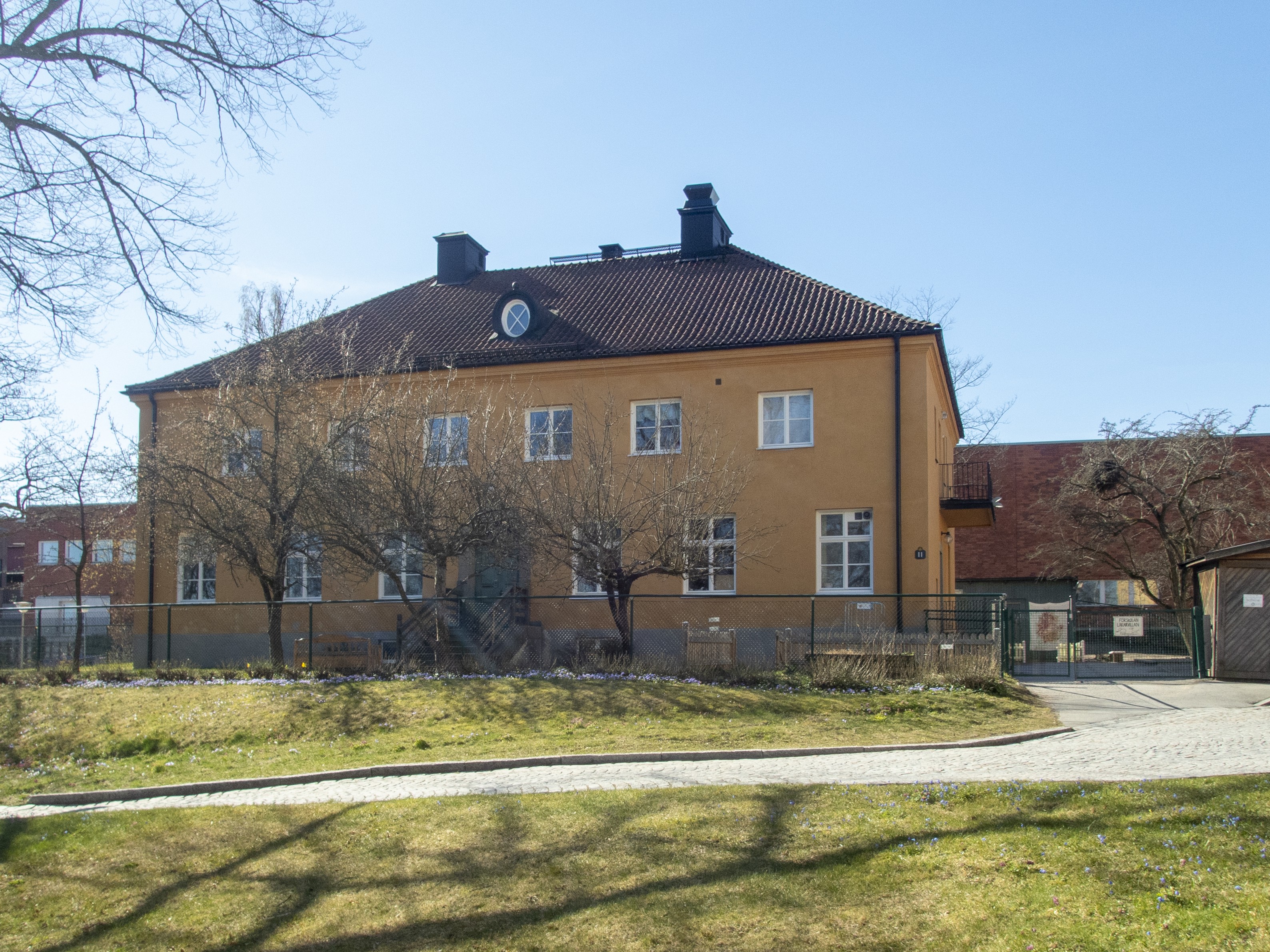
Överläkarvillan, 2020.

Verksamheten började 1752 som en liten avdelning av Serafimerlasarettet. Först 1775 blev det en särskild anstalt under ledning av professor David von Schulzenheim i en förhyrd lokal i Sparreska palatset på Riddarholmen. Huset hade vid invigningen 17 platser. Dess förste överläkare blev von Schulzenheim och dess första överbarnmorska blev Stockholms då mest anlitade societetsbarnmorska "Fru Boll", som också blev faddrar till det första barn som föddes där strax efter invigningen.
Syftet var dels att som välgörenhetsinrättning, oavsett samhällsklass eller ekonomiska förhållanden, vårda barnaföderskor under deras barnsängstid, dels att som läroanstal, möjliggöra praktisk undervisning i obstetrik såväl för medicine studerande som för barnmorskelärlingar. Utbildning för en examen som barnmorska under denna tid gavs främst på Allmänna barnbördshuset och Barnbördshuset Pro Patria och tidigare Serafimerlasarettet. Före öppnandet av Serafimerlasarettet 1752 kunde en barnmorska endast få examen som lärling till en yrkeskollega, såsom som hos Maria Krey, som under 31 år var Stockholms av läkarkåren kanske mest respekterade barnmorska och lät lära ut ett stort antal elever för examen åt Collegiet.
De som intogs på "barnförlossningshuset" skulle inte behöva "känna annat tvång än det, som diet och ordning samt lugn inom huset medföra". De skulle "med vänlighet bemötas, både fattiga och rika, samt hållas vid muntert mod; ävensom dem inga sysslor påtvingas, som de med lust och nöje ej vilja sig åtaga". När mödrarna var färdiga att utskrivas från barnbördshuset, skulle nödvändig försorg dras om barnen, så att "fostret under moderns uselhet och fattigdom icke måtte av elände förgås och bortvräkas".
Kvinnorna garanterades efter Barnamordsplakatet 1778 rätten att föda anonymt för att undgå den skamstämpel som normalt tillföll ogifta mödrar under denna tid och därmed förhindra de barnamord som förorsakades av denna sociala situation. Kyrkan protesterade mot anonymiteten och vägrade att begrava de mödrar som avled under förlossningen. Därför fick mödrar valet att skriva sitt namn på ett förseglat kuvert, som fick öppnas om hon avled av förlossningen och det därför blev nödvändigt med en begravning.
Den ekonomiska ledningen utövades av direktion, som tillsattes av Kungl. Maj:t på förslag av Karolinska institutets lärarkollegium. I intim förbindelse med barnbördshuset och under samma direktion fanns en asyl för fattiga barnaföderskor och deras barn samt en däri inrymd spädbarnsavdelning, där svaga och ofullgångna barn med sina mödrar vårdades, tills de utan större risk kunde utskrivas till sina hem.   
Hösten 1776 flyttades verksamheten till ett eget hus på Fredsgatan nr 9 för att år 1858 flytta till nya större lokaler på Hantverkargatan 19 på Kungsholmen ritat av Carl-Gustaf Blom-Carlsson.  
Den sista stora flytten gjordes 1913 till en ny byggnad, ritad av arkitekten Gustaf Wickman, vid dåvarande Planterhagsvägen, numera Fiskartorpsvägen 15 bakom Stockholms stadion på Norra Djurgården. Anläggningen fick då ett 60-tal vårdplatser och stora lokaler för laboratorier och undervisning. Wickman grupperade den jugendinspirerade byggnaden kring en inre gård.
I början av 1920-talet uppfördes en överläkarbostad efter en donation av Herman Asch. Ernst Stenhammar svarade för ritningarna, och han kom även att leda ett om- och tillbyggnadsarbete av  institutionsbyggnaderna några år senare. 
Allmänna barnbördshuset lades ner 1976. Därefter betecknades byggnaden under många år Idrottens hus och utgjorde kontor för Riksidrottsförbundet och flera av dess specialidrottsförbund, men idrottsorganisationerna flyttade 2016 till ett nytt Idrottens hus vid Skanstull.